# Canton des Ulis
Pour les articles homonymes, voir Ulis.
Le canton des Ulis est une circonscription électorale française française située dans le département de l'Essonne et la région Île-de-France.
À la suite du redécoupage cantonal de 2014, les limites territoriales du canton sont remaniées. Le nombre de communes du canton passe de 1 à 7.

## Géographie
| Type d'occupation           | Pourcentage | Superficie (en hectares) |
| --------------------------- | ----------- | ------------------------ |
| Espace urbain construit     | 66,5 %      | 355,85                   |
| Espace urbain non construit | 17,0 %      | 90,98                    |
| Espace rural                | 16,5 %      | 88,38                    |
| Source : Iaurif             |             |                          |

Le canton des Ulis ne comprenait que la commune des Ulis dans l'arrondissement de Palaiseau. Son altitude varie entre quatre-vingt sept mètres à cent soixante-dix mètres, pour une altitude moyenne de cent cinquante-cinq mètres.

## Historique
Le canton des Ulis fut créé par décret ministériel le 24 janvier 1985 par démembrement du canton d'Orsay.
Par décret du 24 février 2014, le nombre de cantons du département est divisé par deux, avec mise en application aux élections départementales de mars 2015. Le canton des Ulis est conservé et s'agrandit. Il passe de 1 à 7 communes.

## Représentation

### Représentation avant 2015
| Période | Période | Identité           | Étiquette | Qualité                                                                                    |
| ------- | ------- | ------------------ | --------- | ------------------------------------------------------------------------------------------ |
| 1985    | 1988    | Paul Loridant      | PS        | Directeur retraité de la Banque de France Maire des Ulis (1977-2008), sénateur (1986-2004) |
| 1988    | 2002    | Jean-Marc Salinier | PS        | Cadre supérieur de La Poste Député (1995-1997)                                             |
| 2002    | 2015    | Maud Olivier       | PS        | Cadre Députée (2012-2017), maire des Ulis                                                  |

#### Résultats électoraux
Élections cantonales, résultats des deuxièmes tours :
- Élections cantonales de 1994 : 65,68 % pour Jean-Marc Salinier (PS), 34,32 % pour Olivier Kuberski (RPR), 53,85 % de participation[4].
- Élections cantonales de 2001 : 65,59 % pour Jean-Marc Salinier (PS), 34,41 % pour Guillaume Curnier (RPR), 45,57 % de participation[5].
- Élections cantonales de 2008 : 50,49 % pour Maud Olivier (PS) élue au premier tour, 14,66 % pour Franck Del Boccio (UMP), 55,81 % de participation[6].

### Représentation depuis 2015
| Période élective | Période élective | Mandat | Mandat   | Identité              | Nuance | Nuance | Qualité |
| ---------------- | ---------------- | ------ | -------- | --------------------- | ------ | ------ | --- |
| 2015             | 2021             | 2015   | 2021     | Dominique Fontenaille |        | DVD    | Directeur pédagogique ESED Maire de Villebon-sur-Yvette Ancien conseiller général du Canton de Villebon-sur-Yvette (2003-2015) Président du groupe "Citoyens pour l'Essonne" (Majorité) |
| 2015             | 2021             | 2015   | 2021     | Françoise Marhuenda   |        | DIV    | Retraitée Maire des Ulis (2014-2020) 4e Vice-présidente déléguée chargée des familles, de la solidarité et de la santé                                                                  |
| 2021             | 2028             | 2021   | en cours | Latifa Naji           |        | DVG    | conseillère municipale des Ulis |
| 2021             | 2028             | 2021   | en cours | Olivier Thomas        |        | PS     | Maire de Marcoussis |

### Résultats détaillés

#### Élections de mars 2015
À l'issue du 1er tour des élections départementales de 2015, deux binômes sont en ballottage : Dominique Fontenaille et Françoise Marhuenda (DVD, 38,10 %) et Jérôme Cauët et Maud Olivier (PS, 35,15 %). Le taux de participation est de 47,55 % (32 841 votants sur 32 841 inscrits) contre 47,42 % au niveau départemental et 50,17 % au niveau national.
Au second tour, Dominique Fontenaille et Françoise Marhuenda (DVD) sont élus avec 53,20 % des suffrages exprimés et un taux de participation de 46,75 % (7 646 voix pour 15 354 votants et 32 840 inscrits).
Françoise Marhuenda était membre du MRC au moment de son élection.

#### Élections de juin 2021
Le premier tour des élections départementales de 2021 est marqué par un très faible taux de participation (33,26 % au niveau national). Dans le canton des Ulis, ce taux de participation est de 32,23 % (10 731 votants sur 33 295 inscrits) contre 30,18 % au niveau départemental. À l'issue de ce premier tour, deux binômes sont en ballottage : Latifa Naji et Olivier Thomas (DVG, 48,78 %) et Françoise Marhuenda et Igor Trickovski (Divers, 36,68 %).
Le second tour des élections est marqué une nouvelle fois par une abstention massive équivalente au premier tour. Les taux de participation sont de 34,36 % au niveau national, 32,47 % dans le département et 34,82 % dans le canton des Ulis. Latifa Naji et Olivier Thomas (DVG) sont élus avec 53,86 % des suffrages exprimés (5 954 voix pour 11 598 votants et 33 305 inscrits),,. 

## Composition

### Composition avant 2015

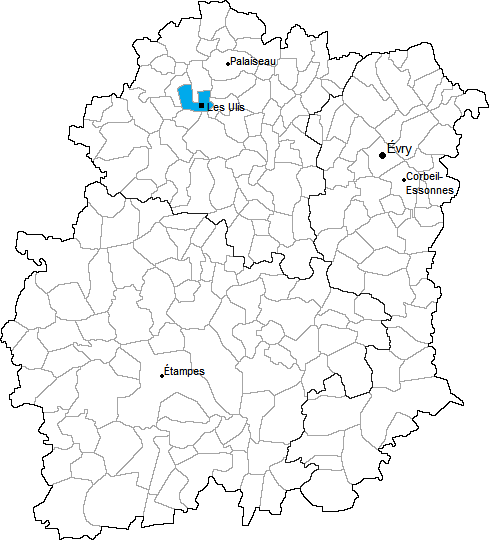
Situation du canton dans le département de l'Essonne avant 2015

Le canton des Ulis comptait une commune.
| Nom                  | Code Insee | Codepostal | Superficie (km2) | Population (dernière pop. légale) | Densité (hab./km2) |
| -------------------- | ---------- | ---------- | ---------------- | --------------------------------- | ------------------ |
| Les Ulis (chef-lieu) | 91692      | 91940      | 5,18             | 24 783 (2012)                     | 4 784              |

### Composition depuis 2015
Le canton comprend sept communes entières.
| Nom                              | Code Insee | Intercommunalité      | Superficie (km2) | Population (dernière pop. légale) | Densité (hab./km2) | Modifier                                    |
| -------------------------------- | ---------- | --------------------- | ---------------- | --------------------------------- | ------------------ | ------------------------------------------- |
| Les Ulis (bureau centralisateur) | 91692      | CA Paris-Saclay       | 5,18             | 25 633 (2022)                     | 4 948              | modifier les données · modifier les données |
| Gometz-le-Châtel                 | 91275      | CA Paris-Saclay       | 5,05             | 2 635 (2022)                      | 522                | modifier les données · modifier les données |
| Marcoussis                       | 91363      | CA Paris-Saclay       | 16,80            | 8 597 (2022)                      | 512                | modifier les données · modifier les données |
| Nozay                            | 91458      | CA Paris-Saclay       | 7,34             | 4 465 (2022)                      | 608                | modifier les données · modifier les données |
| Saint-Jean-de-Beauregard         | 91560      | CC du Pays de Limours | 3,97             | 471 (2022)                        | 119                | modifier les données · modifier les données |
| Villebon-sur-Yvette              | 91661      | CA Paris-Saclay       | 7,41             | 10 353 (2022)                     | 1 397              | modifier les données · modifier les données |
| Villejust                        | 91666      | CA Paris-Saclay       | 5,36             | 2 502 (2022)                      | 467                | modifier les données · modifier les données |
| Canton des Ulis                  | 9118       |                       | 51,11            | 54 656 (2022)                     | 1 069              | modifier les données                        |

## Démographie

### Démographie avant 2015

#### Évolution démographique
| 1990   | 1999   | 2006   | 2011   | 2012   |
| ------ | ------ | ------ | ------ | ------ |
| 27 197 | 25 785 | 24 962 | 24 641 | 24 783 |

#### Pyramide des âges
| Hommes | Classe d’âge | Femmes |
| ------ | ------------ | ------ |
| 0,0    | 90 ans ou +  | 0,3    |
| 1,8    | 75 à 89 ans  | 2,8    |
| 11,6   | 60 à 74 ans  | 9,3    |
| 17,7   | 45 à 59 ans  | 20,4   |
| 21,6   | 30 à 44 ans  | 22,3   |
| 22,5   | 15 à 29 ans  | 22,2   |
| 24,9   | 0 à 14 ans   | 22,6   |

| Hommes | Classe d’âge | Femmes |
| ------ | ------------ | ------ |
| 0,3    | 90 ans ou +  | 0,8    |
| 4,4    | 75 à 89 ans  | 6,7    |
| 11,3   | 60 à 74 ans  | 11,9   |
| 19,9   | 45 à 59 ans  | 20,0   |
| 21,9   | 30 à 44 ans  | 21,4   |
| 20,6   | 15 à 29 ans  | 19,2   |
| 21,7   | 0 à 14 ans   | 20,0   |

### Démographie depuis 2015
En 2022, le canton comptait 54 656 habitants, en évolution de +2,12 % par rapport à 2016 (Essonne : +2,89 %, France hors Mayotte : +2,11 %).
| 2013   | 2018   | 2022   |
| ------ | ------ | ------ |
| 53 307 | 53 635 | 54 656 |

## Économie

### Emplois, revenus et niveau de vie
| Répartition des emplois par catégories socioprofessionnelles en 2006. |              |                                           |                                                   |                            |                          |                           |
|                                                                       | Agriculteurs | Artisans, commerçants, chefs d'entreprise | Cadres et professions intellectuelles supérieures | Professions intermédiaires | Employés                 | Ouvriers                  |
| Canton des Ulis                                                       | 0,0 %        | 2,4 %                                     | 37,1 %                                            | 26,5 %                     | 20,7 %                   | 13,3 %                    |
| Département de l'Essonne                                              | 0,2 %        | 4,5 %                                     | 22,1 %                                            | 27,7 %                     | 27,6 %                   | 17,9 %                    |
| Moyenne nationale                                                     | 2,2 %        | 6,0 %                                     | 15,4 %                                            | 24,6 %                     | 28,7 %                   | 23,2 %                    |
| Répartition des emplois par secteurs d'activités en 2006.             |              |                                           |                                                   |                            |                          |                           |
|                                                                       | Agriculture  | Industrie                                 | Construction                                      | Commerce                   | Services aux entreprises | Services aux particuliers |
| Canton des Ulis                                                       | 0,3 %        | 19,7 %                                    | 2,0 %                                             | 31,4 %                     | 25,7 %                   | 3,9 %                     |
| Département de l'Essonne                                              | 0,8 %        | 11,5 %                                    | 6,1 %                                             | 15,4 %                     | 18,8 %                   | 6,4 %                     |
| Moyenne nationale                                                     | 3,5 %        | 15,2 %                                    | 6,4 %                                             | 13,3 %                     | 13,3 %                   | 7,6 %                     |
| Sources : Insee,                                                      |              |                                           |                                                   |                            |                          |                           |